# Element 5
Element 5（エレメントファイブ）は日本のインディー・ロック、エモ、ポスト・ハードコアバンドである。

## 概要
2013年に活動開始。これまで都内を中心にジャンルを問わず様々なインディーズバンドとの共演、海外ツアーバンドのサポートなどを行う。 90年代のエモコア、パンク、ハードコアの精神性と USインディーサウンドにインスピレーションを受けた切ないメロディーとギターフレーズ、 ドラマチックな展開性。既存の音楽性に捉われないアプローチを続けるインディーロックグループ。 The get up kids、Capp'n Jazz、Promise Ring、Jejune、American Football、Rainer Maria、Last days of aprilなど、 主にUSのインディーズバンドからの影響を受けるが、80年代のダンスミュージックやファンクなど多岐に渡る音楽性を吸収しその表現の糧としている。

## 経歴
2012年、元frontpagestoryのmanabe、iwamotoを中心に結成。
2015年、1stデモCD「jade tree」をライブ会場限定でリリース。
2016年、1stアルバム「Waters ep」をリリース。
2017年、1月ドラマーのkikurinが脱退。
2017年、2月新ドラマーとしてhondaが加入。
2017年、6月、The Look at Me'sとのスプリットCD「行くぜ、ロマンチック！」をリリース。

## メンバー
- Kosuke Manabe（Vocal&Guitar）
- Shinsuke Iwamoto（Bass）
- Yoichiro Ogawa（Guitar）
- Masato Honda（Drums）

## 元メンバー
- Kikrin（Drums）2012～2016

## ディスコグラフィー

### アルバム
1. Waters ep（2016年Touch Me Not Records TMN-003）
2. 行くぜ、ロマンチック！（2017年Touch Me Not Records TMN-004）